# 蔡广辽
蔡广辽（1958年9月—），广东揭西人，生于辽宁营口，毕业于广东省政法干部学校，武警少将警衔，2015年1月13日，广东省广州市召开政协第十一届广东省委员会常务委员会第九次会议，蔡广辽因“违法违纪”遭到免去广东省政协社会和法制委员会副主任职务。

## 生平
1958年9月，蔡广辽出生于辽宁省营口市。
1973年11月，正值毛泽东发动的文化大革命，蔡广辽成为广东省始兴县农科所的一名知青。
1975年9月，蔡广辽进入广东省政法干部学校学习。
1977年9月，蔡广辽毕业之后，分配到广东省公安厅警卫处，先后担任办事员、副科长、科长、副处长、处长。1995年1月，蔡广辽升职为广东省公安厅警卫处处长，任职到1998年12月。随后再度升职担任广东省公安厅警卫局局长。
2003年9月，蔡广辽调职改任广东省委办公厅副主任，同时兼任省公安厅警卫局局长。2005年6月，蔡广辽开始第二度任期，直到2012年7月。2006年8月下旬，蔡广辽晋升为武警少将警衔。之后，他继续担任广东省委办公厅副主任，同时升职为省公安厅党委副书记。
2013年2月，蔡广辽担任政协第十一届广东省委员会社会和法制委员会副主任。

## 落马
2014年10月30日，蔡广辽被中国共产党中央军事委员会纪律检查委员会带走调查。
2015年1月13日，广东省广州市召开政协第十一届广东省委员会常务委员会第九次会议，蔡广辽因“违法违纪”遭到免去广东省政协社会和法制委员会副主任职务。
2017年3月27日，广州市中级人民法院一审宣判，被告人蔡广辽利用职务便利，为他人谋取利益，索取或收受他人财物共计人民币328.90569万元、港币160万元、美元0.7万元、澳元1.4万元，依法以受贿罪判处其有期徒刑8年，罚金100万元，同时判决追缴其犯受贿罪的违法所得，予以没收，上缴国库。